# Lee Van Cleef
Lee Van Cleef, född 9 januari 1925 i Somerville, New Jersey, död 16 december 1989 i Oxnard, Kalifornien, var en amerikansk skådespelare.
Van Cleef inledde sin karriär som revisor och tjänstgjorde i United States Navy under andra världskriget ombord på en minsvepare mellan åren 1942-1946. Han tilldelades bland annat medaljen Bronsstjärnan för sina insatser. Efter kriget började han spela amatörteater.
Van Cleef fick en roll i filmen Sheriffen (film) år 1952 och detta ledde till att han fick medverka i ett stort antal westernfilmer. Hans speciella utseende, med den vassa näsan och de smala ögonen, gjorde att hans ansikte fastnade i minnet på dem som sett honom. 1965 fick Van Cleef rollen som den tuffe men rättvise översten Mortimer i Sergio Leones spaghettiwestern För några få dollar mer, där han spelade mot Clint Eastwood. Detta var Van Cleefs riktiga genombrott och han återvände för att spela i många spaghettiwesterns under 60- och 70-talen.
Mest minnesvärd är hans roll som den onde Angel Eyes i Sergio Leones Den gode, den onde, den fule från 1966. Van Cleef personifierade den ultimate western-prisjägaren och han fick därför stå som inspiration till många avbildningar, bland andra till Lucky Luke-seriealbumet "Angivaren", där en prisjägare är baserad på hans utseende.
Lee Van Cleef dog av en hjärtattack den 16 december 1989 och begravdes på Forest Lawn i Hollywood Hills.

## Filmografi
- Sheriffen (1952)
- Uppror mot lagen (1952)
- Storm över Texas (1952)
- 4 maskerade män (1952)
- Mordkommissionen i arbete (1953)
- Arena - lek med döden (1953)
- Skräcködlan (1953)
- The Nebraskan (1953)
- Korsikanska brödernas återkomst (1953)
- Revansch i öknen (1953)
- Den svarta hästen (1954)
- Striden om ökenstaden (1954)
- Laramie - Staden utan lag (1954)
- Hämndens skugga (1955)
- Duell i Denver (1955)
- Gisslan (1955)
- Den gula tomahawken (1955)
- Mord efter midnatt (1956)
- Mannen som var lagen (1956)
- Erövraren (1956)
- It Conquered the World (1956)
- Kinesflickan (1957)
- Marken bränner (1957)
- Sheriffen i Dodge City (1957)
- En mot alla (1957)
- Joe Dakota (1957)
- Bravados (1958)
- De unga lejonen (1958)
- Vägen till Santa Cruz (1959)
- Djävulsritten (1961)
- Så vanns vilda västern (1962)
- Mannen som sköt Liberty Valance (1962)
- För några få dollar mer (1965)
- Den gode, den onde, den fule (1966)
- En blodig kniv - ett dödande skott (1967)
- Hämndens timme (1967)
- En främling kom för att hämnas (1967)
- Bortom lagen (1968)
- Ett helvete för Commandos (1969)
- Sabata (1969)
- El Condor (1970)
- Barquero (1970)
- Sabatas återkomst (1971)
- Bad Man's River (1971)
- Captain Apache (1971)
- Bad Roy King (1971)
- Den stora duellen (1972)
- De 7 rider igen (1972)
- Gangster Story (1973)
- Bloodmoney (1974)
- Den våldsamma flykten (1975)
- Den perfekte mördaren (1975)
- Gamar över Tombstone (1976)
- Det blodiga gänget (1976)
- Dödsmärkt av maffian (1977)
- The Rip-Off (1978)
- The Octagon (1980)
- Ride to Glory (1980)
- Flykten från New York (1981)
- Kodnamn de vilda gässen (1984)
- Ninja the Shadows Kill (1984)
- Ninja Warrior of the Night (1984)
- The Ninja Strikes (1984)
- The Ninja Master II (1984)
- The Ninja Master (1984)
- The Return of the Ninja Master (1984)
- The Ninja Man (1984)
- Jungle Raiders (1985)
- Armed Response (1986)
- Commander (1988)
- Cannonball - Speed zone (1989)
- Power Play - kampen om arvet (1989)